# Petru Broșteanu
Petru Broșteanu (n. 5 sau 8 iunie 1838, Seleuș, Banatul de Sud – d. ianuarie 1920, Brașov) a fost un publicist și francmason român, membru corespondent al Academiei Române.